# Balansura
Balansura – miejscowość w Egipcie, w muhafazie Al-Minja, w dystrykcie Abu Kurkas. W 2006 roku liczyła 13 636 mieszkańców. Zamiedzkana jest głównie przez chrześcijańskich Koptów.